# Garth Williams
Pour les articles homonymes, voir Williams.
Garth Montgomery Williams, né à New York le 16 avril 1912 et mort le 8 mai 1996 à Marfil, près de Guanajuato, au Mexique, est un dessinateur américain. Il est connu pour son œuvre d’illustration de livres pour enfants.

## Œuvres
Illustrations
- La Petite Maison dans la prairie de Laura Ingalls Wilder
- Petit Stuart de E. B. White
- La Toile de Charlotte de E. B. White
- Le Chien-matelot de Margaret Wise Brown
- Le Lapin de pain d'épice de Randall Jarrell
- Un grillon dans le métro de George Selden
- ‘Le petit chat qui croyait être une souris’ de M. Morton

Texte et illustrations
- Bébés animaux de la ferme, Petit Livre d'Or
- Une Noce chez les lapins
- Trois par trois, Petit Livre d'Or no167